# Mistillidsvotum
 Denne artikel omhandler overvejende eller alene danske forhold. Hjælp gerne med at gøre artiklen mere almen.
Et mistillidsvotum eller en mistillidsdagsorden er en dagsorden stillet af medlemmer i en parlamentarisk forsamling, der ønsker at udtrykke mistillid til magthaverne, typisk en minister, en borgmester eller lignende.
Grundloven nævner i §15 mistillidsvotum, idet det fastslås, at ingen minister kan forblive i sit embede, efter at Folketinget har udtalt sin mistillid til ham. I samme paragrafs stk. 2 pointeres det desuden, at et mistillidsvotum mod statsministeren betyder regeringens fald. Folketingets formand sætter afstemningen om et begæret mistillidsvotum til afstemning med det samme i forbindelse med en redegørelse fra statsministeren. For at kunne vedtage en mistillidsdagsorden skal mindst halvdelen af Folketingets medlemmer være til stede. I forslagets formulering skal ordet mistillid desuden indgå – hvis der er brugt andre formuleringer, er regeringen eller ministeren ikke tvunget til at gå af.

## Folketingsvalg efter et mistillidsvotum
Statsminister Knud Kristensen modtog i oktober 1947 et personligt mistillidsvotum af Folketinget. Derefter udskrev han folketingsvalget 28. oktober 1947. Ved valget gik Knud Kristensens parti (Venstre) kraftigt frem, men det viste sig, at Kristensen heller ikke kunne samle et flertal i det nye folketing. I november måtte han overlade statsministerposten til socialdemokraten Hans Hedtoft. 

## Parlamentarisme og mistillidsvotum
I oktober 1909 fremsatte Højre og Socialdemokraterne hver deres mistillidsvotum til Regeringen Holstein-Ledreborg. Folketinget forkastede begge forslagene. Derefter vedtog Folketinget et mistillidsvotum stillet af Folketingets Venstre (De Radikale). Konseilspræsident Ludvig Holstein-Ledreborg valgte at træde tilbage uden at udskrive folketingsvalg. 
Holstein-Ledreborg rådede kong Frederik 8. til at henvende sig til det parti, hvis dagsorden havde sejret. Derefter opfordrede kongen den radikale leder Carl Theodor Zahle til at danne regering. Regeringen Zahle I blev altså dannet uden, at der havde været valg. Dette betragtes som knæsættelsen af parlamentarismen.
 Der er for få eller ingen kildehenvisninger i denne artikel, hvilket er et problem. Du kan hjælpe ved at angive troværdige kilder til de påstande, som fremføres i artiklen.